# Freedom Fighters -アイスクリーム持った裸足の女神と、機関銃持った裸の王様-
「Freedom Fighters -アイスクリーム持った裸足の女神と、機関銃持った裸の王様-」（フリーダム・ファイターズ アイスクリームもったはだしのめがみと、きかんじゅうもったはだかのおうさま）は、雅-MIYAVI-のメジャー2枚目のシングル（インディーズ含むと9枚目）。2005年5月4日に、ユニバーサルJから発売された。

## 概要
- 初回生産限定盤[1]・通常盤[2]の2タイプ同時発売。
- 初回盤には「Freedom Fighters -アイスクリーム持った裸足の女神と、機関銃持った裸の王様-」のMVを収録したDVD同梱。
- 通常盤はオフショットを収録したCD EXTRA仕様。

## 収録曲
作詞・作曲：MYV
CD
1. Freedom Fighters -アイスクリーム持った裸足の女神と、機関銃持った裸の王様-
  - （編曲：MYV, 桑島幻矢）
2. 勝利のV-ROCK!! 
  - （編曲：MYV, 室姫深）

DVD　初回限定盤
1. Freedom Fighters -アイスクリーム持った裸足の女神と、機関銃持った裸の王様-」